# Rocket (Def Leppard)
Rocket è una canzone del gruppo musicale britannico Def Leppard, pubblicata come settimo e ultimo singolo dall'album Hysteria del 1987. 
Raggiunse la posizione numero 12 della Billboard Hot 100 negli Stati Uniti.

## La canzone
Ai tempi, la canzone venne considerata una delle più sperimentali per il genere hard rock. In particolare, il produttore Mutt Lange usò degli effetti di backmasking per il verso "We're fighting with the gods of war" (da Gods of War, canzone sempre dell'album Hysteria) cantato in sottofondo per tutta la traccia. Questo campione fu omessa dalla versione edita per il singolo del brano. La parola "Bites" (da Love Bites) fu usata anche come una via di mezzo effetto sonoro in tutta la canzone, al fine di replicare i suoni di un lancio di un razzo attraverso campioni musicali.
All'inizio e alla fine della versione album della canzone, si sentono parti di trascrizioni audio dall'allunaggio dell'Apollo 11.
Tutte le raccolte dei Def Leppard che contengono Rocket, usano la versione ridotta.

## Testo
Il testo contiene riferimento a diversi classici brani della storia del rock e agli artisti che hanno caratterizzato gli ascolti giovanili del gruppo.
- "Jack Flash" - la canzone Jumpin' Jack Flash dei Rolling Stones, 1969
- "Rocket Man" - la canzone omonima di Elton John, 1972
- "Sgt. Pepper & the Band" - L'album Sgt. Pepper's Lonely Hearts Club Band dei Beatles, 1967
- "Ziggy" - Il personaggio dell'album The Rise and Fall of Ziggy Stardust and the Spiders from Mars di David Bowie, 1972
- "Bennie and the Jets" - La canzone dallo stesso nome di Elton John, 1973
- "Satellite of Love" - La canzone dallo stesso nome di Lou Reed, 1972
- "Laser Love" - La canzone dallo stesso nome dei T.Rex, 1976
- "Jet" - La canzone dallo stesso nome di Paul McCartney & Wings, 1973
- "Black" - Riferimento alla canzone Black Betty di Ram Jam, 1977
- "Johnny B." - Riferimento alla canzone Johnny B. Goode di Chuck Berry, 1958
- "The Jean Genie" - La canzone dallo stesso nome di David Bowie, 1973
- "Killer Queen" - La canzone dallo stesso nome dei Queen, 1974
- "Dizzy Lizzy" - Riferimento alla canzone Dizzy Miss Lizzy, resa famosa dai Beatles, 1965 (può anche essere un riferimento ai Thin Lizzy)
- "Major Tom" - Riferimento alla canzone Space Oddity di David Bowie, 1969

## Video musicale
Il videoclip di Rocket è stato diretto da Nigel Dick.
È noto per essere stato l'ultimo video della band in cui compare il chitarrista Steve Clark, morto poi l'8 gennaio 1991. È stato girato nello stesso magazzino abbandonato nei Paesi Bassi utilizzato quasi due anni prima dal gruppo per il video di Women. Immagini dei nomi classici della storia del rock, nominati nei testo del brano, vengono mostrate nel video.

## Sony e ITV-F1
La canzone è stata usata come accompagnamento musicale in pubblicità per televisori ad alta definizione della Sony, con un certo numero di temi diversi utilizzati per la pubblicità. Inoltre, la canzone è stata ascoltata all'inizio e alla fine delle interruzioni annuncio che circondarono la copertura degli eventi Formula 1 su ITV nel Regno Unito, dato che Sony assunse il ruolo di sponsor principale dello sport sul canale.

## Tracce

### 7": Mercury / 872 614-7 (US)
1. Rocket [Ridotta]
2. Women [Live]

### CD: Vertigo / 872 614-2 (Can)
1. Rocket [Ridotta]
2. Women [Live]
3. Rock of Ages [Medley Live]

- stampato in sole 5000 copie

### CDV: Bludgeon Riffola / 080 990-2 (UK)
1. Rocket [The Lunar Mix]
2. Rocket [Ridotta]
3. Rock of Ages [Live]

## Formazione
- Joe Elliott – voce
- Steve Clark – chitarra, cori
- Phil Collen – chitarra, cori
- Rick Savage – basso, cori
- Rick Allen – batteria

## Curiosità
- Nella versione singolo, Rocket venne pesantemente edita rispetto alla sua lunghezza originale, omettendo molte delle parti che maggiormente distinguevano il brano dal resto dell'album. In alcuni concerti del gruppo è stata eseguita la versione dell'album, mentre in altri quella edita.
- Un'altra versione di Rocket presente nel singolo è il cosiddetto "The Lunar Mix", che è invece una versione estesa della canzone.
- È stata utilizzata dal wrestler Brian Pillman come suo tema musicale, quando venne assunto dalla WCW nel 1989.